# Río Oca (Burgos)
El río Oca es un río del norte de España, es el primer afluente que recibe el río Ebro desde su nacimiento, el siguiente afluente del Ebro es el río Nela, y el último afluente será el río Matarraña. El río Oca discurre por la provincia de Burgos. Nace en la cordillera Ibérica y tiene 70 km de recorrido, cruzando de sur a norte los municipios de Rábanos, Villafranca Montes de Oca, Valle de Oca, Alcocero de Mola, Prádanos de Bureba, Briviesca, Vileña, Los Barrios de Bureba y Oña. Su principal afluente es el río Homino.

## Geografía

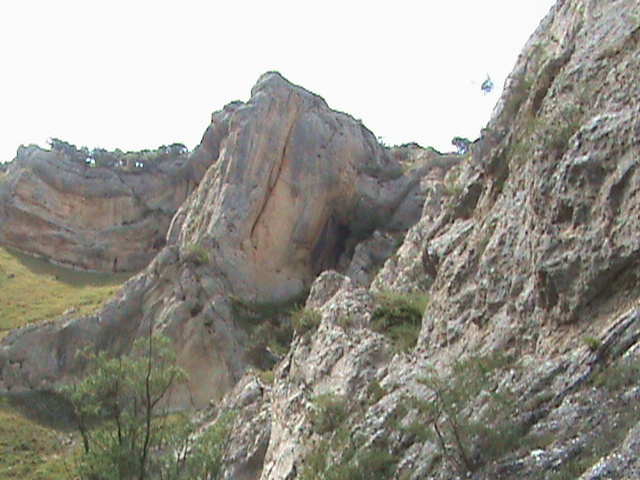
Cueva de los Moros, desfiladero del río Oca.

El río Oca nace en los Montes de Oca, cerca de Rábanos. A corta distancia de sus fuentes la corriente sigue por el angosto desfiladero de La Hoz de 700 m de longitud por 100 m de altura en sus rocas cortadas a pico. Pasillo inexpugnable de gran valor estratégico, en el siglo XI, defendido por el castillo de Alba. El valle a los pies del castillo fue anegado en 1995 al finalizar la construcción de la presa de Alba.
El robledal sombrea la corriente antes de llegar a Villafranca; desfila por el Valle de los Ajos, entre redondeadas eminencias desnudas y desgarradas por las torrenteras; cortinas de árboles semiocultan la modestia de pueblecitos como Mozoncillo, Villalomez, Villanasur Río de Oca, Villalbos, Villalmóndar, Cueva Cardiel y Alcocero. 
Desemboca en el río Ebro. Aparece descrito en el duodécimo volumen del Diccionario geográfico-estadístico-histórico de España y sus posesiones de Ultramar de Pascual Madoz de la siguiente manera:

OCA: r. de la prov. de Búrgos, part. jud. de Briviesca: nacE en los montes de su mismo nombro en el part. de Belorado y entra en aquel por el term. de Castil de Peones, siguiendo su curso de S. á N. por Pradanos, Briviesca, Quintanilla-Bon, Vileña, las Besgas, Barrio de Diaz-Ruiz, los Barrios de Bureba, Hermosilla, Pino, Terminen, Tamayo y tocando las casas do Oña que deja á la der. se incorpora con el Ebro, facilitan el paso del r. que nos ocupa 8 puentes de piedra y ademas 9 de madera; sus aguas dan impulso á 26 molinos harineros, y en ellas se crian cangrejos en abundancia, y en menor cantidad truchas, anguilas y barbos.
(Madoz, 1849, p. 206)

### Afluentes
Por la derecha recibe el río Matapán y los arroyos de Valsorda y Penches; mientras que por la margen izquierda los ríos Cerratón, Anguilas y Homino; y los arroyos del Hoyo y de Valdazo.

## Topónimo
Su nombre puede ser debido a la forma de su desembocadura en el río Ebro, que recuerda una Cruz en forma de Y. Este tipo de Cruz es denominada en los ámbitos iniciáticos pata de oca. El río Oca, durante siglos constituyó una vía de peregrinación desde los Montes de Oca hacia la iglesia de Santa María de los Reyes Godos.
Es el río de La Bureba, conocido antiguamente con el nombre de Vesica. No conviene confundir con el homófono río Oka de Vizcaya, que también se escribe Río Oca en la toponimia en castellano.